# Nixe

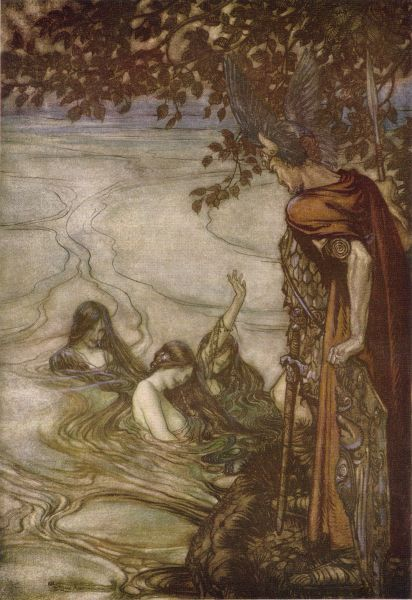
As Nix, Senhoras do Rio e Siegfried, por Arthur Rackham

As nixes ou níxias, mais conhecidas como neck em Inglês, nix e nixe em Alemão (em nórdico antigo nykr, em Norueguês nøkk, em Sueco näck e em Dinamarquês nøkken) se referem a espíritos aquáticos do folclore alemão e escandinavo, que podem mudar de forma. Seu sexo, nomes e transformações como animais diversos  variam geograficamente. O alemão nixe ou nixie é uma sereia de rio, claro, do sexo feminino.
O nome está relacionado com o termo Anglo-Saxão nicor, e antigo Alto Alemão nihus, os dois designando um tipo de demônio aquático.Também o nome é derivado do Alemão *nikwus or *nikwis(i).

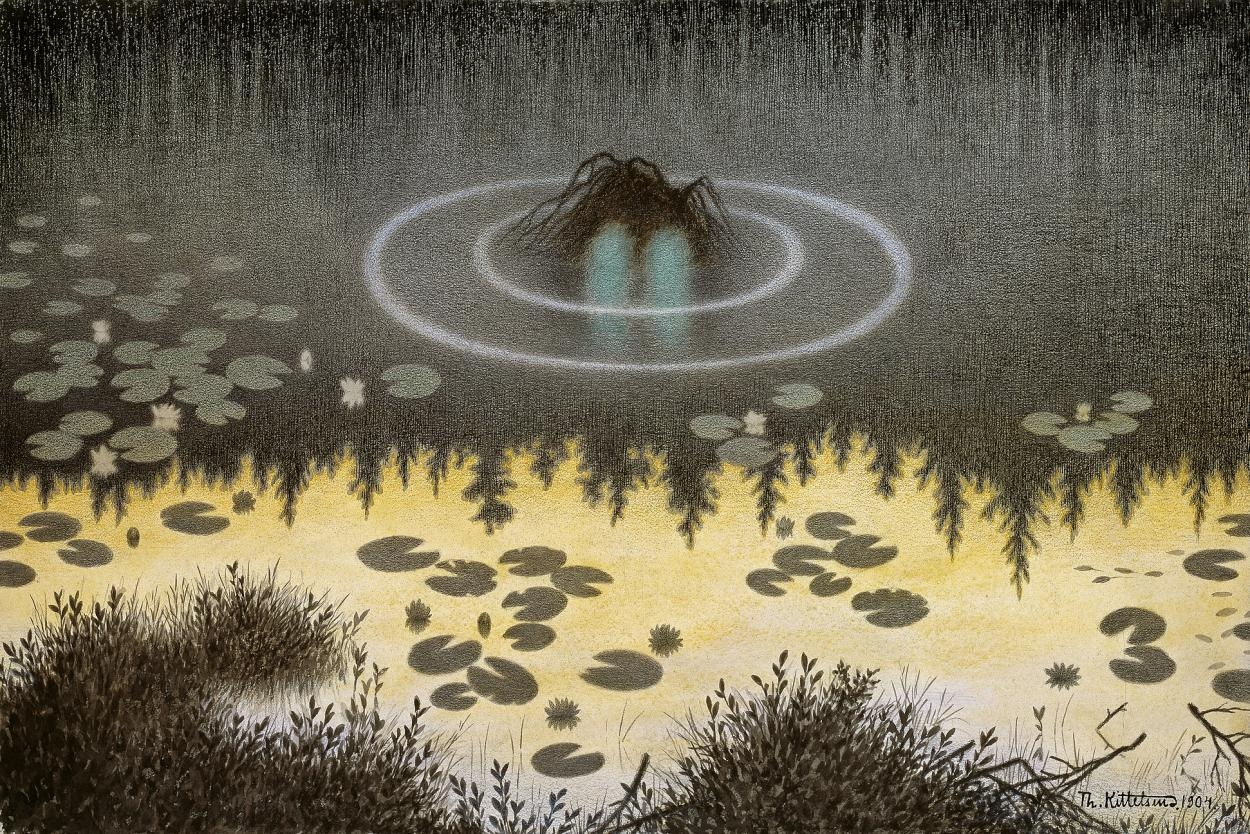
Na Noruega, a Nøkken é a mais famosa das Nix.

Os nórdicos nykr, nøkk, nøkken e näcken são espíritos que habitavam a água dos rios e lagos. Histórias sobre nøkken são, pois, muitas vezes intimamente relacionadas com as histórias sobre outros seres sobrenaturais e mitológicos que vivem na água. Aegir não lhes permitia a entrada no mar. Os nixes são extremamente temperamentais: ora conduzem os peixes às redes dos pescadores, ora viram os seus barcos e os afogam nas águas geladas.